# 31-я кавалерийская дивизия (2-го формирования)
31-я кавалери́йская диви́зия — воинское соединение Вооружённых Сил СССР во Второй мировой войне.

## История дивизии
Сформирована в июле 1941 года в Воронежской области. В её состав вошли 111-й, 114-й и 116-й кавалерийские полки и другие части.
По состоянию на 1 октября 1941 года входила в состав 49-й армии Резервного фронта. 3 октября, согласно директиве Ставки ВГК № 2703/оп командующим войсками Резервного фронта об изменении районов сосредоточения дивизий, 31-й кавалерийской дивизии было приказано во изменение ранее данной директивы сосредоточиться в районе города Белёв.
Впервые вступила в бой 10 октября 1941 года под г. Козельск в ходе оборонительного сражения под Москвой в составе 49-й армии Западного фронта, выполняя задачу по обороне направления Козельск, Белёв.
В конце октября — середины ноября во взаимодействии с другими соединениями 50-й армии вела упорные бои в районе г. Тула. С переходом войск Западного фронта в контрнаступление действовала по тылам и коммуникациям противника в районе Тула, Венёв, Мордвес.
В составе подвижной группы 50-й армии участвовала в освобождении г. Калуга (30 декабря 1941 года).
В ходе наступления на западном направлении зимой 1941/1942 гг. вела бои в составе 50-й армии и 1-го гвардейского кавалерийского корпуса (в этом корпусе с небольшими перерывами действовала до конца войны).
За образцовое выполнение заданий командования в боях с немецко-фашистскими захватчиками и проявленные личным составом мужество и героизм 5 января 1942 года была преобразована в 7-ю гвардейскую кавалерийскую дивизию.

## Состав
- 111-й кавалерийский полк
- 114-й кавалерийский полк
- 116-й кавалерийский полк
- 30-й конно-артиллерийский дивизион
- 47-й бронетанковый эскадрон
- 30-й артиллерийский парк
- 4-й сапёрный эскадрон
- 3-й отдельный эскадрон связи
- 31-й отдельный эскадрон химической защиты
- 93-й дивизионный ветеринарный лазарет
- 1486-й полевая почтовая станция

## Командиры дивизии
- подполковник М. Д. Борисов (октябрь 1941 — январь 1942)
- полковник Я. Н. Пивнев (1941)

## Герои Советского Союза дивизии
7 воинов дивизии удостоены звания Героя Советского Союза.
| Награда | Ф. И. О.                      | Должность                                                             | Звание                    | Дата награждения             | Примечания                 |
| ------- | ----------------------------- | --------------------------------------------------------------------- | ------------------------- | ---------------------------- | -------------------------- |
|         | Арустамов, Георгий Аркадьевич | офицер разведки штаба 26-го гвардейского кавалерийского полка         | гвардии старший лейтенант | 27 июня 1945, посмертно      | погиб 22 января 1945 года. |
|         | Борискин, Пётр Никитович      | командир танка 87-го отдельного танкового полка                       | гвардии младший лейтенант | 27 июня 1945 (медаль № 7827) |                            |
|         | Гапон, Григорий Евдокимович   | командир танкового взвода 87-го отдельного танкового полка            | гвардии лейтенант         | 27 июня 1945 (медаль № 8775) |                            |
|         | Пахомов, Григорий Фёдорович   | командир отделения ПТР 27-го гвардейского кавалерийского полка        | гвардии сержант           | 27 июня 1945, посмертно      |                            |
|         | Савчук, Степан Варфоломеевич  | командир сабельного эскадрона 27-го гвардейского кавалерийского полка | гвардии старший лейтенант | 27 июня 1945 (медаль № 8926) |                            |
|         | Шингирий, Даниил Павлович     | командир 21-го гвардейского кавалерийского полка                      | гвардии подполковник      | 10 апреля 1945, посмертно    |                            |
|         | Шнейдерман, Михаил Ефимович   | командир танка 87-го отдельного танкового полка                       | гвардии младший лейтенант | 27 июня 1945 (медаль № 7828) |                            |